# مارتن كايمر
مارتن كايمر هو لاعب غولف ألماني ولد في 28 ديسمبر 1984.